# پیچراه دروغ‌ها
پیچراه دروغ‌ها (آلمانی: Im Labyrinth des Schweigens) فیلمی آلمانی در سبک درام است که در سال ۲۰۱۴ منتشر شد. از بازیگران آن می‌توان به الکساندر فلینگ اشاره کرد.

## داستان فیلم
در سال 1958 ، یوهان رادمن دادستان عمومی جوان و آرمانگرا که از کار در دایره‌ی رسیدگی به تخلفات رانندگی خسته شده با پرونده‌ی جنایات اردوگاه آشویتس روبه‌رو میشود و با تلاش هایش اجازه‌ی بررسی این پرونده را اخذ می‌کند. رادمن مصمم است که عدالت را در خصوص جنایتکاران نازی اجرا کند ، اما به خاطر بسیاری از نازی های پیشین که در دولت مشغول به کار هستند و به دنبال یکدیگر می‌گردند، به موانع زیادی در این راه برمی‌خورد. وی به دوگانه‌ی متضادی برمی‌خورد که در یک سویش حس ملی‌گرایی و مصلحت سنجی قرار داد و در سوی دیگر، زندگی اخلاقی و لزوم محاکمه‌ی سربازانی که ملی گرایی را توجیهی بر جنایات خود کرده اند. هرچه رادمن در این راه پیشتر می‌رود با ابعاد بزرگتری از جنایت مواجه می‌شود. در طول فیلم رادمن بارها با این پرسش مواجه می‌شود که آیا باید مصلحت را کنار گذاشت و آنچه را که درست است انجام داد یا آنچه را که سیستم شما را ملزم به انجام آن می‌کند انجام دهید؟ آیا سربازان نازی ملزم به اجرای دستورات بودند یا آنها با میل خود انسان ها را شکنجه می‌دادند؟ او زندگی اخلاقی را در تعارض با اطاعت محض می‌بیند. آرمان گرایی او از برخوردهای سخت با دنیای واقعی رنج برده است؛ از هر نظر، "سیستم" خواهان انطباق است ، اما او عدالت را می‌خواهد.